# بندون (میشیگان)
بندون (به انگلیسی: Bendon) یک منطقهٔ مسکونی در ایالات متحده آمریکا است که در میشیگان واقع شده‌است. بندون ۵٫۲ کیلومتر مربع مساحت و ۲۰۸ نفر جمعیت دارد و ۲۵۸ متر بالاتر از سطح دریا واقع شده‌است.